# 岸本良彦
岸本 良彦（きしもと よしひこ、1946年9月16日 - ）は、日本の東洋哲学者、科学史学者、明治薬科大学名誉教授。
千葉県生まれ。1975年早稲田大学大学院文学研究科東洋哲学博士課程満期退学。明治薬科大学講師、助教授、教授、名誉教授。『宇宙の調和』（ヨハネス・ケプラー）で2009年度日本翻訳出版文化賞受賞、『新天文学　楕円軌道の発見』（ケプラー）で2014年度日本翻訳文化賞受賞。上代中国思想史および古典ギリシア語・ラテン語による哲学・医学・天文学関係の著作の翻訳研究に従事。

## 著書

### 翻訳
- ヨハネス・ケプラー『宇宙の神秘』大槻真一郎 共訳 工作舎 1986
- 『プリニウス博物誌 植物篇』大槻真一郎責任編集、加藤直克 小林晶子 土屋睦廣 和田義浩 共訳 八坂書房 1994
- 『プリニウス博物誌 植物薬剤篇』大槻真一郎責任編集、加藤直克 小林晶子 土屋睦廣 和田義浩 共訳 八坂書房 1994
- ヨハネス・ケプラー『宇宙の調和 不朽のコスモロジー』工作舎 2009
- ヨハネス・ケプラー『新天文学 楕円軌道の発見』工作舎 2013
- 『ディオスコリデス薬物誌』八坂書房 2022

## 論文
- <岸本良彦